# Бхандари, Бидхья Деви
Бидхья Деви Бхандари (непальск. विद्यादेवी भण्डारी; род. 19 июня 1961, Мане Бханджиянг, Бходжпур, Непал) — непальский государственный деятель, член Коммунистической партии (объединённой марксистско-ленинской), министр по вопросам окружающей среды и народонаселения Непала с 25 марта по 5 октября 1997 года, министр обороны Непала с 25 мая 2009 по 6 февраля 2011 года, президент Непала с 29 октября 2015 по 13 марта 2023 года.

## Биография

### Молодые годы
Бидхья Деви родилась 19 июня 1961 года в деревне Амботе Мане Бханджиянг в районе Бходжпур в Непале. Она была родом из фермерской семьи брахманов Митхилы и Рам Бахадура Пандей. Отец работал директором средней школы, дед Тилак Бахадур Пандей был социальным работником и председателем сельской общины в Панчаятский период. В семье у Бхандари были сестра и три брата, один из которых — Гьянендра Бахадур Карки — стал видным членом Непальского конгресса.

### Образование и начало политической деятельности
В то время как девушки её поколения не имели возможности учиться, Бидхья Деви по настоянию деда поступила в начальную школу Бехерешвара, а затем в среднюю профессиональную школу Бибхьодайи, которую окончила с аттестатом в 1979 году. Во время учёбы в седьмом классе школе она узнала о политике из разговоров деда и дяди Ханендры Пандея, активиста Союза студентов Непала и Всенепальского национального свободного студенческого союза (ВНССС), обсуждавших коммунистическое восстание против помещиков и всех видов неравенства в районе Джхапа под влиянием борьбы наксалитов в Восточной Индии и культурной революции в Китае. После этого Бидхья Деви начала политическую деятельность в левой среде, и в восьмом классе вступила в Координационный комитет, образованный после джхапальского восстания, став раздавать листовки, направленные против помещиков, хотя её дед считался феодалом, но был радикальнее неё в политическом отношении.
В 1978 году Бхандари поступила в «Бходжпур Кампус» на курс гуманитарных наук и в тот же год в Катманду начались волнения студентов, распространившиеся по всей стране. После этого, она была послана в столицу, где стала членом ВНССС, совершила ряд поездок в отдаленные деревнях для встречи с местными активистами, а потом избрана на пост председателя его Комитета в Восточном регионе, который занимала с 1979 по 1987 год. В 1978 году Бхандари вступила в бходжпурское отделение Союза молодёжи Коммунистической партии Непала (марксистско-ленинской) (КПН (МЛ)), преемницы Координационного комитета. Окончив со степенью бакалавра «Махендра Моранг Кампус» в Биратнагаре, аффилированный с Трибхуванским университетом} в Катманду, она была избрана казначеем ВНССС, а также стала участвовать в деятельности городского комитета КПН (МЛ) и Всенепальской женской ассоциации. В 1980 году Бхандари вступила в члены КПН (МЛ). Не столкнувшись с дискриминацией по признаку пола из-за своего высокого происхождения, Бхандари стала активным борцом за права меньшинств и женщин в условиях наличия в Непале традиционного общества, когда женщины в основном заняты работой дома или на фермах.
После всего лишь двух встреч в 1979 и 1980 годах, Бидхья Деви влюбилась в харизматичного политика из другой касты Мадана Кумара Бхандари, и 1982 году вышла за него замуж. Взяв фамилию мужа, она стала хорошей женой, пожертвовав партийной работой ради семьи, и родив двоих дочерей: Нишакусук (род. 29 июня 1982) и Ушакиран (род. 16 августа 1986). После крушения панчаятской системы и восстановления многопартийной демократии в 1990 году, КПН (МЛ) и КПН (М) объединились в Коммунистическую партию (объединённую марксистско-ленинскую) (КПН (ОМЛ)), председателем которой был избран Мадан Бхандари, выдвинувший основополагающий партийный принцип «народной многопартийной демократии» и популяризовавший коммунистическое движение. Тогда же Бидхья Деви вступила в КПН (ОМЛ). Она овдовела в 1993 году, когда Мадан погиб в загадочной автокатастрофе в Дасдхунге (район Читван), которая могла быть инсценированным убийством, не дожив до падения монархии в Непале.

### Карьера
В 1994 году, после смерти мужа и освобождения места в парламенте от избирательного округа Катманду-1, Бхандари воспользовалась его политическим капиталом и впервые победила на выборах, набрав больше голосов чем бывший премьер-министр и президент Непальского конгресса Кришна Прасад Бхаттараи, однако пробыла членом нижней палаты только год. С 1993 года она была председателем женского крыла Всеобщей федерации непальских профсоюзов, а в 1998 году на 6-м съезде КПН (ОМЛ) стала членом её Центрального комитета. Пробыв президентом отделений в Биратнагаре, районе Моранг и зоне Коси, в том же году Бхандари была избрана президентом Всенепальской женской ассоциации. В 1999 году она была снова избрана в парламент от округа Катманду-2, победив бывшего спикера Палаты представителей и лидера Непальского конгресса Даманата Дхунгану.
С 25 марта по 5 октября 1997 года Бхандари занимала пост министра по вопросам окружающей среды и народонаселения и была единственной женщиной в коалиционном правительстве Локендры Бахадура Чанда, продержавшемся семь месяцев.
В 2003 году Бхандари переизбрана в члены ЦК КПН (ОМЛ). В 2006 году приняла участие в множестве демонстраций против правления короля Гьянендры, приведших к концу его авторитарного правления, упразднению 240-летней монархии и восстановлению конституционной демократии. В том же году она  стала членом временного парламента. В тот же год при поддержке нескольких женщин-депутатов был принят представленный Бхандари законопроект, согласно которому, женщины впервые в истории Непала получили квоту в размере 33% мест в парламенте, право на наследование имущества своих родителей и право наследования ребёнком гражданства матери. В 2008 году Непал стал республикой, президентом которой был избран Рам Баран Ядав, в то время как Бхандари проиграла выборы на место в Учредительное собрание от округа Катманду-4, уступив кандидату Непальского конгресса Супрабхе Гимире. В 2009 году на 8-м съезде КПН (ОМЛ) она была избрана одним из трёх вице-председателей партии.
С 25 мая 2009 по 6 февраля 2011 года Бхандари занимала пост министра обороны в правительстве Мадхава Кумара Непала. В этот период она вступила в конфликт с премьер-министром от собственной партии, выступив против включения 6,500 комбатантов-маоистов в состав вооружённых сил Непала. После этого, Бхандари выступала против правительства Объединённой коммунистической партии (маоистской) (ОКПН (М)) премьер-министра Бабурама Бхаттараи, а также попыток разделить людей по этническим и географическим линиям во имя федерализма.
В 2013 году Бхандари избралась в Учредительное собрание по системе пропорционального представительства. В 2014 году на 9-м съезде КПН (ОМЛ) была переизбрана её вице-председателем, а председателем стал её близкий соратник Кхадга Прасад Шарма Оли.

### Пост президента Непала
После семилетней работы и принятия новой конституции 20 сентября 2015 года, сделавшей Непал светской республикой и в которой благодаря усилиям Бхандари были закреплены положения об обеспечении прав женщин, а также о том, что одну треть мест в парламенте, а также посты президента или вице-президента должны занимать женщины, были назначены новые выборы. 11 октября Кхадга Прасад Шарма Оли был избран на пост премьер-министра Непала и сформировал коалиционное правительство, а 16 октября на пост председателя парламента Непала была избрана Онсари Гхарти Магар, ставшая первой женщиной на этой должности.
26 октября на встрече Постоянного комитета КПН (ОМЛ) в Балуватаре, Бхандари была выдвинута в кандидаты в президенты Непала при поддержке 14 других парламентских партий, включая партнёров по коалиции ОКПН (М) и Национальную демократическую партию. В 5 часов утра 29 октября председатель парламента Онсари Гхарти Магар объявила об избрании Бхандари на пост президента Непала путём тайного голосования, прошедшего с 11 часов утра 28 октября до 2 часов ночи 29 октября. На заседании из 597 законодателей 601-местного парламента присутствовало 549 депутатов, 48 отсутствовали, а 8 бюллетеней были признаны недействительными. За Бхандари проголосовало 327 депутатов, что на 28 пунктов больше порога избрания величиной в 299 голосов, в результате чего она победила Кул Бахадур Гурунга из Непальского конгрессас 214 голосами.
После этого, у отделения партии в деревне Мане Бханджиянг собрались местные жители с зажжёнными свечами для того, чтобы отпраздновать избрание Бхандари, а сама она в то же время добровольно подала в отставку с поста члена парламента и с должности вице-председателя партии, поблагодарив всех за поддержку и отметив, что «я была избрана первым президентом-женщиной как в инклюзивном, так и в пропорциональном принципах, и мы реализовали конституцию». С избранием её поздравили посол Индии Ранджит Рай и посол Китая Ву Чунтай, а также пресс-секретарь Совета национальной безопасности США Нед Прайс. Поздравления пришли от президента Индии Пранаба Мукерджи, председателя КНР Си Цзиньпина, президента Мальдив Абдуллы Ямина, президента Белоруссии Александра Лукашенко. Премьер-министр Кхадга Прасад Шарма Оли сказал, что избрание Бхандари стало доказательством важности роли женщин в политике, председатель ОКПН(М) Пушпа Камал Дахал как члена правительственной коалиции отметил важность момента в рамках уважения конституцией прав всех общин, а президент Непальского конгресса Сушил Коирала назвал выборы проявлением демократического процесса.
29 октября Бхиндари была приведена к президентской присяге Верховным судьёй Каляном Шрестхой в резиденции «Шитал Нивас» в Катманду. После этого в сопровождении почётного караула и при участии премьер-министра Кхадги Прасада Шармы Оли, вице-президента Пармананда Джа и спикера парламента Онсари Гхарти состоялась церемония передачи полномочий и прощания с уходящим президентом Рам Баран Ядавом, закончившаяся 21-зарядным пушечным салютом Армии Непала. Таким образом, в возрасте 54 лет Бхандари стала вторым президентом и верховным главнокомандующим, а также первой женщиной, занявшей эти должности, при том, что президент является церемониальной должностью, а премьер-министр — лидером нации. 31 октября 2015 года вторым вице-президентом был избран Нанда Кишор Пун.

## Личная жизнь
Имеет свой дом в Нью-Банешворе в Катманду.